# Home de Vitruvi
L'Home de Vitruvi és un famós dibuix acompanyat de notes anatòmiques de Leonardo da Vinci realitzat prop de l'any 1492 en un dels seus diaris. Representa una figura masculina despullada en dues posicions sobreimpreses de braços i cames i inscrita en un cercle i un quadrat. Es tracta d'un estudi de les proporcions del cos humà, realitzat a partir dels textos del tractat De Architectura de Vitruvi, arquitecte de l'antiga Roma, del qual el dibuix pren el nom.
També es coneix com el Cànon de les proporcions humanes.

## El text de Vitruvi
Al llibre tercer del tractat De Architectura de Marc Vitruvi Pol·lió, on es parla dels temples, i més concretament de l'origen de les mesures dels temples, escriu: «Si es col·loca un home panxa enlaire amb les mans i els peus estirats, situant el centre del compàs al melic i traçant una circumferència, aquesta tocaria la punta d'ambdues mans i els dits dels peus. La figura circular traçada sobre el cos humà també fa possible el quadrat: si es mesura de la planta dels peus fins a la coroneta, la mesura resultant serà la mateixa que la que hi ha entre les puntes dels dits amb els braços estesos: exactament l'amplada mesura igual que l'alçada, com en els quadrats traçats a escaire.»

## Anàlisi del dibuix
El dibuix està fet amb llapis i tinta i mesura 34,2 x 24,5 cm. En l'actualitat, forma part de la col·lecció de la Gallerie dell'Accademia de Venècia.
El quadrat és centrat en els genitals, i el cercle al melic. La relació entre el costat del quadrat i el radi del cercle és la secció àuria. Per a Vitruvi, el cos humà està dividit en dues meitats pels òrgans genitals, mentre que el melic determina la secció àuria. En el nadó, el melic ocupa una posició mitjana i amb el creixement migra fins a la posició definitiva en l'adult.
D'acord amb les notes del mateix Leonardo, en l'Home de Vitruvi s'hi donen altres relacions:
- Un palmell equival a l'amplada de quatre dits.
- Un peu equival a l'amplada de quatre palmells (12 polzades).
- Un avantbraç equival a l'amplada de sis palmells.
- L'alçada d'un home són quatre avantbraços (24 palmells).
- Una passa és igual a un avantbraç.
- La longitud dels braços estesos (envergadura) d'una persona és igual a la seva alçada.
- La distància entre el naixement dels cabells i el mentó és un dècim de l'alçada d'una persona.
- L'alçada del cap fins al mentó és un vuitè de l'alçada d'una persona.
- La distància entre el naixement dels cabells a la part superior del pit és un setè de l'alçada d'una persona.
- L'alçada del cap fins al final de les costelles és un quart de l'alçada d'una persona.
- L'amplada màxima de l'espatlla és un quart de l'alçada d'una persona.
- La distància del colze a l'extrem de la mà és un cinquè de l'alçada d'una persona.
- La distància del colze a l'aixella és un vuitè de l'alçada d'una persona.
- La longitud de la mà és un dècim de l'alçada d'una persona.
- La distància del mentó al nas és un terç de la longitud de la cara.
- La distància entre el naixement dels cabells i les celles és un terç de la longitud de la cara.
- L'alçada de l'orella és un terç de la longitud de la cara.
- La distància des de la planta del peu fins a sota el genoll és la quarta part de la persona.
- La distància des de sota el genoll fins a l'inici dels genitals és la quarta part de la persona.
- L'inici dels genitals marca la meitat de l'alçada de la persona.

El redescobriment de les proporcions matemàtiques del cos humà al segle XV per Leonardo i altres autors es considera un dels grans assoliments del Renaixement.
El dibuix també és sovint considerat com un símbol de la simetria bàsica del cos humà i, per extensió, de l'univers en conjunt.
Examinant el dibuix, pot notar-se que la combinació de les posicions de braços i cames crea realment setze posicions distintes. La posició amb els braços en creu i els peus junts es veu inscrita en el quadrat sobreimprès. D'altra banda, la posició superior dels braços i les dues de les cames es veu inscrita en el cercle sobreimprès. Això il·lustra el principi segons el qual, en canviar entre les dues posicions, el centre aparent de la figura sembla moure's; però, de fet, el melic de la figura, que és el centre de gravetat veritable, roman immòbil.
Aquest dibuix apareix al revers de la moneda d'euro d'Itàlia.